# Parafia Wniebowstąpienia Pańskiego w Bytomiu-Szombierkach
Parafia Wniebowstąpienia Pańskiego w Bytomiu-Szombierkach – parafia metropolii katowickiej, diecezji gliwickiej, dekanatu Bytom-Miechowice Kościoła katolickiego obrządku łacińskiego. Została erygowana 19 maja 2001 roku przez biskupa Jana Wieczorka, wydzielono ją z parafii Najświętszego Serca Pana Jezusa w Bytomiu-Szombierkach.
Kościół parafialny rozpoczęto budować w 1986 roku według projektu Huberta Wagnera z Bytomia; kościół został poświęcony 10 czerwca 2018 roku przez biskupa Wiesława Śpiewaka.